# Lying from You
«Lying from You» –en español: «Alejándome De Ti»– es un sencillo promocional del segundo álbum de Linkin Park, Meteora. Si se presta atención, al final se escucha un pitido que lleva al inicio de la canción "Hit The Floor". Se puede decir que están unidas.

## Canción
Aparte de la muestra del teclado principal en toda la canción, ésta cuenta con una muestra de la quema de un automóvil, que a veces se desempeñó en vivo durante la época de Meteora, pero ha estado ausente durante la época de Minutes to Midnight. 
La canción fue una de las siete canciones de Linkin Park utilizadas para la colaboración entre la banda y el rapero Jay-Z ("Dirt Off Your Shoulder/Lying From You") en el álbum mashup Collision Course lanzado en noviembre de 2004. 
A partir de 2008, en recitales en vivo, "Lying from You" utiliza una nueva intro.

## Video musical
"Lying from You" se lanzó como sencillo promocional del álbum. Fue lanzado en los Estados Unidos en 2004, como un sencillo radial. En Canadá se lanzó un vídeo en vivo con fotos de la interpretación en Live in Texas.

## Posicionamiento
| Listas                                | Posición |
| ------------------------------------- | -------- |
| U.S. Billboard Modern Rock Tracks     | 1        |
| U.S. Billboard Mainstream Rock Tracks | 2        |
| U.S. Billboard Hot 100                | 48       |

## Personal
- Chester Bennington - voz
- Mike Shinoda - sintetizador, rapping, sampler
- Brad Delson - guitarra, coros
- Rob Bourdon - batería, coros
- Joe Hahn - disk jockey, sampler, coros
- Dave Farrell - bajo eléctrico, coros